# 弦楽四重奏曲第5番 (ドヴォルザーク)
弦楽四重奏曲第5番 ヘ短調 作品9（B.37）は、アントニン・ドヴォルザークが作曲した弦楽四重奏曲。

## 概要
ドヴォルザークは1873年9月に本作に着手し、同年10月4日に完成させた。ベネヴィッツ四重奏団が定期演奏会の演目に組み込んだものの、後に「四重奏の様式に欠ける」として演奏を拒否した。いたく狼狽したドヴォルザークは楽譜の表紙を破り捨てた（そこにはおそらくアントニーン・ベネヴィッツへの献辞が書かれていたのだろう）。曲は1929年にギュンター・ラファエルによって復元された。この版での初演は1930年1月11日にクラマーシュ四重奏団（Jan Buchtele、Ferdinand Karhánek、J. Lupínek、Vaclav Kefurt）によってプラハ穀物取引所で行われた。

## 楽曲構成
全4楽章で構成される。演奏時間は約34分。
1. Moderato — Allegro con brio
2. Andante con moto quasi allegretto
3. Tempo di valse
4. Finale: Allegro molto

第2楽章は後にヴァイオリンと管弦楽のためのロマンス ヘ短調の素材として転用された。